# Amaurobius
Amaurobius es un género de arañas araneomorfas de la familia Amaurobiidae, que comprende 67 especies. Se caracterizan por su distribución Holártica.

## Especies
- A. agastus (Chamberlin, 1947) — USA
- A. andhracus Patel & Reddy, 1990 — India
- A. annulatus (Kulczynski, 1906) — Península Balcánica
- A. antipovae Marusik & Kovblyuk, 2004 — Georgia
- A. asuncionis Mello-Leitão, 1946 — Paraguay
- A. ausobskyi Thaler & Knoflach, 1998 — Grecia
- A. barbaricus Leech, 1972 — USA
- A. barbarus Simon, 1910 — Argelia
- A. borealis Emerton, 1909 — USA, Canadá
- A. candia Thaler & Knoflach, 2002 — Creta
- A. cerberus Fage, 1931 — España
- A. corruptus Leech, 1972 — USA
- A. crassipalpis Canestrini & Pavesi, 1870 — Alemania, Suiza, Italia
- A. cretaensis Wunderlich, 1995 — Creta
- A. deelemanae Thaler & Knoflach, 1995 — Grecia, Creta
- A. diablo Leech, 1972 — USA
- A. distortus Leech, 1972 — USA
- A. dorotheae (Chamberlin, 1947) — USA
- A. drenskii Kratochvíl, 1934 — Bosnia
- A. erberi (Keyserling, 1863) — Europe, Islas Canarias
- A. fenestralis (Ström, 1768) — Europa a Asia Central
- A. ferox (Walckenaer, 1830) — Holarctica
- A. festae Caporiacco, 1934 — Libia
- A. galeritus Leech, 1972 — USA
- A. geminus Thaler & Knoflach, 2002 — Creta
- A. hagiellus (Chamberlin, 1947) — USA
- A. heathi (Chamberlin, 1947) — USA
- A. hercegovinensis Kulczynski, 1915 — Bosnia
- A. indicus Bastawade, 2002 — India
- A. intermedius Leech, 1972 — USA
- A. jugorum L. Koch, 1868 — Europa
- A. kratochvili Miller, 1938 — Croacia
- A. latebrosus Simon, 1874 — Corsica
- A. latescens (Chamberlin, 1919) — USA
- A. leechi Brignoli, 1983 — USA
- A. longipes Thaler & Knoflach, 1995 — Grecia
- A. mathetes (Chamberlin, 1947) — USA
- A. mephisto (Chamberlin, 1947) — USA
- A. milloti Hubert, 1973 — Nepal
- A. minor Kulczynski, 1915 — Europa Este
- A. minutus Leech, 1972 — USA
- A. nathabhaii Patel & Patel, 1975 — India
- A. obustus L. Koch, 1868 — Europa
- A. occidentalis Simon, 1892 — Portugal, España, Francia
- A. ossa Thaler & Knoflach, 1993 — Grecia
- A. pallidus L. Koch, 1868 — Sudeste Europa hasta Georgia
- A. palomar Leech, 1972 — USA
- A. paon Thaler & Knoflach, 1993 — Grecia
- A. pavesii Pesarini, 1991 — Italia
- A. pelops Thaler & Knoflach, 1991 — Grecia
- A. phaeacus Thaler & Knoflach, 1998 — Grecia
- A. prosopidus Leech, 1972 — USA
- A. ruffoi Thaler, 1990 — Italia
- A. sciakyi Pesarini, 1991 — Italia
- A. scopolii Thorell, 1871 — Sudeste Europa
- A. similis (Blackwall, 1861) — Holarctica
- A. spominimus Taczanowski, 1866 — Polonia
- A. strandi Charitonov, 1937 — Grecia, Bulgaria, Ucrania
- A. tamalpais Leech, 1972 — USA
- A. thoracicus Mello-Leitão, 1945 — Argentina
- A. transversus Leech, 1972 — USA
- A. triangularis Leech, 1972 — USA
- A. tristis L. Koch, 1875 — Etiopía
- A. tulare Leech, 1972 — USA
- A. vachoni Hubert, 1965 — España
- A. vexans Leech, 1972 — USA
- A. yanoianus Nakatsudi, 1943 — Micronesia

- Datos: Q638444
- Multimedia: Amaurobius / Q638444
- Especies: Amaurobius